# Anaxandra
Anaxandra (en griego: Ἀναξάνδρα; fl. años 220 a. C.) fue una antigua artista griega y pintora de la Antigua Grecia, hija y discípula de Nealkes, un pintor de escenas mitológicas y de género. Fue mencionada por Clemente de Alejandría, teólogo cristiano del siglo II, en una sección de su Stromateis (Misceláneas) titulado "Las mujeres son tan capaces como los hombres de la perfección". Clemente cita un trabajo perdido del helenista Dídimo de Alejandría (siglo I a. C.) como su fuente.

## Usos modernos
Se le dio su nombre por la Unión Astronómica Internacional en 1994 a un gran cráter en Venus de 20 kilómetros de diámetro para conmemorar a la artista.  El nombre fue también utilizado por la autora Caroline B. Cooney para el personaje principal de su novela de 2003 Goddess of Yesterday, la cual se desarrolla durante la Guerra de Troya.